# Јакоб Лорбер
Јакоб Лорбер (Шентиљ-Канижа, 22. јули 1800 — Грац, 24. август 1864) је био немачки писац, мистик, песник, музичар и композитор.

## Биографија
Рођен је у католичкој породици која се бавила виноградарством, отац и музиком. Будући да је од детињства свирао харфу, виолину, клавир и оргуље, изабрао је занимање музичара премда је завршио учитељску школу, а и радио као кућни учитељ. Организовао је концерте и сам наступао, упознао је Паганинија на кога се угледао. Наступио је у Миланској скали, понуђено му је место помоћног диригента у Трсту. Занимао се астрономијом. Читао је Библију, Јакоба Бемеа, Сведенборга, Јохана Тенхарда, Јунга Стилинга, Јустина Кернера и Ј. Кернинга. После мистичног искуства у својој четрдесетој години посветио се писању богословских дела.

## Дела
- Божје домаћинство
- Исусова младост
- Објашњење списа
- Посланица Лаодичанима
- Преписка између Исуса и Абгаре
- Дечак Исус три дана у Храму
- Велико Јеванђеље Јованово

- Земља и Месец
- Сатурн
- Природно Сунце
- Мува
- Гросглокнер

- Духовно Сунце
- С оне стране
- Бискуп Мартин
- Роберт Блум

- Песме и псалми
- Небески дарови, прилози
- Хелиотерапија